# Poniky
Poniky (allemand : Poinig) , est un village de Slovaquie situé dans la région de Banská Bystrica.

## Histoire
Première mention écrite du village en 1282.

## Démographie

### Évolution de la population
| Année:               | 1994. | 2004.   | 2014.   | 2024.   |
| -------------------- | ----- | ------- | ------- | ------- |
| Nombre de personnes: | 1538  | 1567    | 1564    | 1554    |
| Différence:          |       | +1,88 % | -0,19 % | -0,63 % |

| Année:               | 2023. | 2024.   |
| -------------------- | ----- | ------- |
| Nombre de personnes: | 1540  | 1554    |
| Différence:          |       | +0,90 % |